# Lois Lowry
Lois Lowry (Lois Ann Hammersberg, Honolulu, 20 de març de 1937) és una escriptora nord-americana de literatura infantil, coneguda sobretot per la seva obra The Giver.

## Biografia
Va néixer en Honolulu, Hawaii, EE.UU. Va estudiar a la Universitat de Maine. El seu pare era d'origen noruec, i la seva mare tenia sang alemanya, escocesa, irlandesa i anglesa. Ha viscut en diferents parts de tot el món.
Va començar la seva carrera com a fotògrafa i periodista independent en la dècada de 1970. El seu treball va cridar l'atenció de Houghton Mifflin, que la va animar a escriure el seu primer llibre infantil.
La seva primera obra, A Summer to Die, va ser publicada el 1977. Des de llavors ha escrit més de 30 llibres per a nens i ha publicat una Autobiografia. Dos dels seus llibres han estat guardonats amb el premi Newbery: Qui explica els estels?, el 1990, i The Giver, el 1993. Ha estat finalista en tres ocasions del Premi Hans Christian Andersen.

## Obra

### The Giver Quartet
- 1993 The Giver
- 2000 Gathering Blue
- 2004 Messenger
- 2012 Son

### The Tates Series
- 1983 The One Hundredth Thing About Caroline
- 1985 Switcharound
- 1990 Your Move, J.P.!

### The Gooney Bird Series
- 2002 Gooney Bird Greene
- 2006 Gooney Bird and the Room Mother
- 2007 Gooney the Fabulous
- 2009 Gooney Bird Is So Absurd